# Karl-Heinz Wildmoser
Karl-Heinz Wildmoser senior  (né le 5 mai 1939 à Munich et mort le 28 juillet 2010 dans la même ville) est un ancien gastronome allemand, connu également comme président du TSV 1860 München de 1992 à 2004.